# Вежайка (сельское поселение)
Вежайка — административно-территориальная единица (административная территория посёлок сельского типа с подчинённой ему территорией) и муниципальное образование (сельское поселение с полным официальным наименованием муниципальное образование сельского поселения «Вежайка») в составе муниципального района Усть-Вымского в Республике Коми Российской Федерации.
Административный центр — посёлок Вежайка.

## История
Статус и границы административной территории установлены Законом Республики Коми от 6 марта 2006 года № 13-РЗ «Об административно-территориальном устройстве Республики Коми».
Статус и границы сельского поселения установлены Законом Республики Коми от 5 марта 2005 года № 11-РЗ «О территориальной организации местного самоуправления в Республике Коми».

## Население
| 2010 | 2011 | 2012 | 2013 | 2014 | 2015 | 2016 |
| ---- | ---- | ---- | ---- | ---- | ---- | ---- |
| 632  | ↘629 | ↘594 | ↘540 | ↘514 | ↘443 | ↘402 |
| 2017 | 2018 | 2019 | 2020 | 2021 |      |      |
| ↘386 | ↘374 | ↘369 | ↘364 | ↘52  |      |      |

## Состав
Состав административной территории и сельского поселения:
| № | Населённый пункт | Тип населённого пункта          | Население |
| - | ---------------- | ------------------------------- | --------- |
| 1 | Вежайка          | посёлок, административный центр | ↘598      |
| 2 | Певъю            | посёлок                         | #Н/Д      |

### Упразднённые населённые пункты
Яренга — посёлок, упразднён 6 октября 2023 года Законом Республики Коми.